# Ängeslandet
Ängeslandet med Åkerholmen är en ö i Finland. Den ligger i Finska viken och i kommunen Kyrkslätt i den ekonomiska regionen  Helsingfors i landskapet Nyland, i den södra delen av landet. Ön ligger omkring 23 kilometer sydväst om Helsingfors.
Öns area är 1,94 kvadratkilometer och dess största längd är 2,5 kilometer i öst-västlig riktning. Ön höjer sig omkring 30 meter över havsytan.

## Sammansmälta delöar
- Ängeslandet 60°03′18″N 24°34′53″Ö / 60.05493°N 24.58146°Ö
- Åkerholmen 60°03′43″N 24°35′08″Ö / 60.06201°N 24.5855°Ö

## Klimat
Inlandsklimat råder i trakten. Årsmedeltemperaturen i trakten är 5 °C. Den varmaste månaden är augusti, då medeltemperaturen är 15 °C, och den kallaste är januari, med −6 °C.